# Gianmario Pellizzari
Gianmario Pellizzari (né à Cerea le 19 décembre 1944 et mort à Vérone le 20 juin 2022) est un agriculteur et homme politique italien.

## Biographie
Membre du parti Démocratie chrétienne, Gianmario Pellizzari siège à la Chambre des députés de 1976 à 1992.
Pellizzari est décédé le 20 juin 2022 à l'âge de 77 ans.

## Affaire
Les juges l'ont tenu responsable de la faillite d'une société pharmaceutique dont il a été le président, impliquée dans le scandale des œstrogènes avec lesquels la viande bovine était gonflée.
La condamnation met un terme à une indemnité accordée selon les règles en vigueur lorsqu'il a quitté le Parlement qui permettaient aux députés ayant effectué quatre mandats comme lui de percevoir leur pension indépendamment de leur âge. 
Réhabilité par le tribunal de probation, Gianmario Pellizzari récupère son indemnité ainsi que tous les arriérés impayés.